# Philip Livingston (1686-1749)
Pour son fils, voir Philip Livingston.
Pour les articles homonymes, voir Famille Livingston et Livingston.
Philip Livingston, né le 9 juillet 1686, mort en 1749, était un négociant, armateur négrier et politicien américain.

## Biographie
Philip naît le 9 juillet 1686 à Albany (colonie de New York), dans la maison de ses parents. À la mort de son père Robert Livingston l'Ancien, il devient Secrétaire aux Affaires Indiennes et le second Lord du Manoir Livingston. Il est membre du Conseil Provincial la majeure partie de sa vie. Il se marie avec Catherine van Brugh, la seule fille du Maire d'Albany, Pieter Van Brugh. Parmi ses fils figurent le signataire de la Déclaration d'indépendance des États-Unis, Philip Livingston et le signataire de la Constitution William Livingston.

## Source
- (en) Cet article est partiellement ou en totalité issu de l’article de Wikipédia en anglais intitulé « Philip Livingston (1686–1749) » (voir la liste des auteurs).

- (en) David W. Blight, Yale and Slavery : a history, Yale University Press, 2024, 447 p. (ISBN 978-0-300-27384-7, lire en ligne [PDF])